# Odontosoria odontolabia
Odontosoria odontolabia är en ormbunkeart som först beskrevs av Bak., och fick sitt nu gällande namn av Friedrich Ludwig Diels. Odontosoria odontolabia ingår i släktet Odontosoria och familjen Lindsaeaceae. Inga underarter finns listade.